# Дом в конце времён
«Дом в конце времён» (исп. La casa del fin de los tiempos) — венесуэльский драматический фильм ужасов/триллер 2013 года режиссёра Алехандро Идальго.
Слоган фильма: «Не оборачивайся» (исп. No hay vuelta atrás).
Фильм демонстрировался в Венесуэле и России, в последней сборы составили более двух миллионов рублей.

## Сюжет
Осуждённая на тридцать лет тюрьмы за убийства женщина возвращается в старый дом, где живут духи.
«Дом в конце времён» может удивить лишь выходными данными и соответствующим местом действия — нехороший дом здесь обнаруживается в Венесуэле, населяющее его зло поэтому неразрывно связано с индейской культурой, а бороться с ним предстоит не только девушке-медиуму, но и жутковатой, не менее чем призраки, очень религиозной старушке. 
— Денис Рузаев 

## Награды и премии
Фильм получил несколько наград на различных фестивалях, включая исп. Buenos Aires Rojo Sangre в Буэнос-Айресе, FilmQuest Festival в штате Юта и Screamfest Horror Film Festival в Лос-Анджелесе.

## Отзывы и критика
Создавая подборку «5 лучших фильмов-ужастиков», приуроченную к очередной пятнице-13, обозреватель из Social News Daily отметил, что «Дом в конце времён» — не фильм категории А, но он действительно страшный.

## Ремейк
Появились сообщения, что компания New Line Cinema собирается снять ремейк этого фильма.
В 2017 году вышел южнокорейский ремейк "Дом исчезнувших".